# Fortaleza de Taehungsan
La Fortaleza de Taehungsan o el Castillo de Taehung (en coreano: 대흥산성) es una fortaleza de montaña de principios del período Koguryo, que se encuentra fuera de Kaesong, provincia de Hwanghae del Norte, Corea del Norte. Originalmente abarcaba tanto los Montes Chŏnma y Songgo, el castillo fue fundada como una fortaleza para la defensa de la capital, rodeado por más de 10 kilómetros de muros de piedra. Hoy en día, muchas de las paredes se han convertido en ruinas cubiertas de maleza.
La fortaleza contiene dos pequeños templos budistas, Kwanumsa y Taehungsa.